# 十三辙
十三轍，又名十三道大辙，是現代北方曲藝（如京劇唱詞）的韻腳分類。根據中州韻和北京語音劃分。

## 背景
中國的韻文文學，作品是供人朗讀、吟誦或唱詠的，因此有押韻之需求。古人創作了不少供學者和文人使用的韻書，較早期的有《切韻》、《廣韻》、《禮部韻略》等，這些韻書的編者都會把韻母相同的字歸進同一組裏。後來的「平水韻」系統也是承襲這一脈。
但韻文創作時的押韻，韻母並不一定要完全相同，只要其主要元音相同或相近，就可以合併起來構成同一詩韻。因為若押韻範圍越嚴，可用的漢字就越少，勢必限制了選用漢字的領域。
自元、明起，近代官話成型，與《廣韻》系統分道揚鑣。元代《中原音韻》是反映當時語音，並為戲曲創作而編寫的韻書。書中分十九韻部：
- 東鐘、江陽、支思、齊微、魚模、皆來、眞文、寒山、桓歡、先天、蕭豪、歌戈、家麻、車遮、庚青、尤侯、侵尋、監咸、廉纖。

王力《漢語音韻》第三章指，《中原音韻》的十九部已經和現代北方曲藝的十三轍非常相似。
及後，明代又有《韻畧易通》一書，分二十韻部。與《中原音韻》相比，只是「魚模」分開作「居魚」和「呼模」，另外有些韻部的名稱略有不同而已。後來《韻略匯通》去掉二「侵尋」、「緘咸」、「廉纖」、「端桓」四韻，共收十六韻部。
至於成書比《韻略匯通》早的《等韻圖經》，卻只收十三攝。與《中原音韻》相比，去掉了「侵覃」、「監咸」、「廉纖」，又將「寒山」、「桓觀」、「先天」三韻合併，以及將「東鐘」與「庚青」合併。

## 韻轍
隨着時間推移，今天現代北方曲藝，在《中原音韻》的十九部上，再歸併一些音色相近的韻，成為曲詞創作的韻轍。「轍」是對韻的歸類，同一「轍」裏，可以包含多個發音相近但不相同的韻。
黃耀堃《音韻學引論》指出，由於十三轍是民間口耳相傳的，因此不同書籍或資料的標目也略有不同，條例如下：
- 中東、江陽、人辰(臣)、言前、由(油)求、搖(遙/幺)條(迢)、灰堆、懷來、發花(麻沙)、乜(捏/迭)斜(雪)、梭(索)波(撥/坡)、衣(一)七(齊/期)、姑蘇。

另外還有兩個兒化韻轍，一是「小言前轍」，包括了言前、發花、懷來的兒化韻；另一是「小人辰(臣)轍」，包括了人辰、梭波、乜斜、灰堆、衣七的兒化韻。
此外，民間也流傳一句十三字的口訣：「春夏秋冬，南來北往，各界互報喜」。口訣中每字正好代表一個韻轍。另一句相似的口訣是：「俏佳人扭捏出房來東西南北坐」。
| 中東 | 冬 | ㄥ | eng, ing, ong, iong | 搖條 | 報 | ㄠ | ao, iao   | 梭波   | 各 | ㄛ、ㄜ                             | o, e, uo           |
| 江陽 | 往 | ㄤ | ang, iang, uang     | 灰堆 | 北 | ㄟ | ei, ui    | 衣七   | 喜 | ㄧ、ㄩ、ㄭ、ㄦ                     | i, ü, -i, er       |
| 人辰 | 春 | ㄣ | en, in, un, ün      | 懷來 | 來 | ㄞ | ai, uai   | 姑蘇   | 互 | ㄨ                                 | u                  |
| 言前 | 南 | ㄢ | an, ian, uan, üan   | 發花 | 夏 | ㄚ | a, ia, ua | 小言前 | -- | ㄚㄦ                               | ar, iar, uar       |
| 由求 | 秋 | ㄡ | ou, iu              | 乜斜 | 界 | ㄝ | ie, üe    | 小人辰 | -- | ㄝㄦ、ㄛㄦ、ㄧㄦ、ㄨㄦ、ㄩㄦ、ㄜㄦ | er, ir, ur, ür, or |

《音韻學引論》也比較了十三轍與《詩韻新編》的十八韻：
| 一麻 | 發花 | 七齊   | 衣七 | 十三豪 | 搖條 |
| 二波 | 梭波 | 十一魚 | 衣七 | 十四寒 | 言前 |
| 三歌 | 梭波 | 八微   | 灰堆 | 十五痕 | 人辰 |
| 四皆 | 乜斜 | 九開   | 懷來 | 十六唐 | 江陽 |
| 五支 | 衣七 | 十模   | 姑蘇 | 十七庚 | 中東 |
| 六兒 | 衣七 | 十二侯 | 由求 | 十八東 | 中東 |

## 比較
下表是王力的比較，並加上1941年的十八韻、1979年的秦韻：
| 中原音韻 | 韻畧易通 | 韻略匯通 | 等韻圖經 | 現代北京音 | 十三轍 | 十八韻 | 秦韻韻部 | 秦韻韻目 |
| -------- | -------- | -------- | -------- | ---------- | ------ | ------ | -------- | -------- |
| 東鐘     | 東洪     | 東洪     | 通       | 中東       | 中東   | 十八東 | 東部     | 東韻     |
| 庚青     | 庚晴     | 庚晴     | 通       | 中東       | 中東   | 十七庚 | 東部     | 聲韻     |
| 江陽     | 江陽     | 江陽     | 宕       | 江陽       | 江陽   | 十六唐 | 方部     | 方韻     |
| 齊微     | 西微     | 灰微     | 垒       | 灰堆       | 灰堆   | 八微   | 飛部     | 飛韻     |
| 齊微     | 西微     | 居魚     | 止       | 衣期       | 衣七   | 七齊   | 衣部     | 衣韻     |
| 齊微     | 西微     | 居魚     | 止       | 衣期       | 衣七   | 六兒   | 衣部     | 衣韻     |
| 支思     | 支辭     | 支辭     | 止       | 支思       | 衣七   | 五支   | 衣部     | 衣韻     |
| 魚模     | 居魚     | 居魚     | 止       | 居魚       | 衣七   | 十一魚 | 衣部     | 居韻     |
| 魚模     | 呼模     | 呼模     | 祝       | 姑蘇       | 姑蘇   | 十模   | 姑部     | 姑韻     |
| 皆來     | 皆來     | 皆來     | 蟹       | 懷來       | 懷來   | 九開   | 開部     | 開韻     |
| 眞文     | 眞文     | 眞尋     | 臻       | 人辰       | 人辰   | 十五痕 | 根部     | 根韻     |
| 侵尋     | 侵尋     | 眞尋     | 臻       | 人辰       | 人辰   | 十五痕 | 根部     | 根韻     |
| 寒山     | 寒山     | 寒山     | 山       | 言前       | 言前   | 十四寒 | 山部     | 山韻     |
| 桓歡     | 端桓     | 寒山     | 山       | 言前       | 言前   | 十四寒 | 山部     | 山韻     |
| 監咸     | 緘咸     | 寒山     | 山       | 言前       | 言前   | 十四寒 | 山部     | 天韻     |
| 先天     | 先全     | 先全     | 山       | 言前       | 言前   | 十四寒 | 山部     | 天韻     |
| 廉纖     | 廉纖     | 先全     | 山       | 言前       | 言前   | 十四寒 | 山部     | 天韻     |
| 蕭豪     | 蕭豪     | 蕭豪     | 效       | 遙迢       | 搖條   | 十三豪 | 高部     | 高韻     |
| 歌戈     | 戈何     | 戈何     | 果       | 梭波       | 梭波   | 二波   | 歌部     | 波韻     |
| 歌戈     | 戈何     | 戈何     | 果       | 車遮       | 梭波   | 三歌   | 歌部     | 歌韻     |
| 車遮     | 遮蛇     | 遮蛇     | 拙       | 車遮       | 梭波   | 三歌   | 歌部     | 歌韻     |
| 車遮     | 遮蛇     | 遮蛇     | 拙       | 乜斜       | 乜斜   | 四皆   | 些部     | 些韻     |
| 家麻     | 家麻     | 家麻     | 假       | 麻沙       | 發花   | 一麻   | 花部     | 花韻     |
| 尤侯     | 幽樓     | 幽樓     | 流       | 由求       | 由求   | 十二侯 | 收部     | 收韻     |

## 應用
十三轍簡潔好記，方便使用，無論是咬字、吐字或者收聲、歸韻都少不了此理論根據。
另也可依照韻的特色分為單韻、複韻、鼻韻；依演唱時的發音特點分為洪亮級（發花、江陽、中東、言前、人辰），柔和級（搖條、懷來、梭波、由求），細微級（灰堆、乜斜、姑蘇、衣七）三個等級。